# فینال جام در جام اروپا ۱۹۷۵
فینال جام در جام اروپا ۱۹۷۵، رقابت پایانی جام در جام اروپا در سال ۱۹۷۵ میلادی است که مابین دو تیم باشگاه فوتبال دینامو کیف و باشگاه فوتبال فرنس‌واروش برگزار شده‌است.
این مسابقه که در تاریخ ۱۴ مه ۱۹۷۵ انجام شده‌است با نتیجه ۳ بر ۰ به سود تیم باشگاه فوتبال دینامو کیف به پایان رسید.